# Arrondissements de la Sarthe

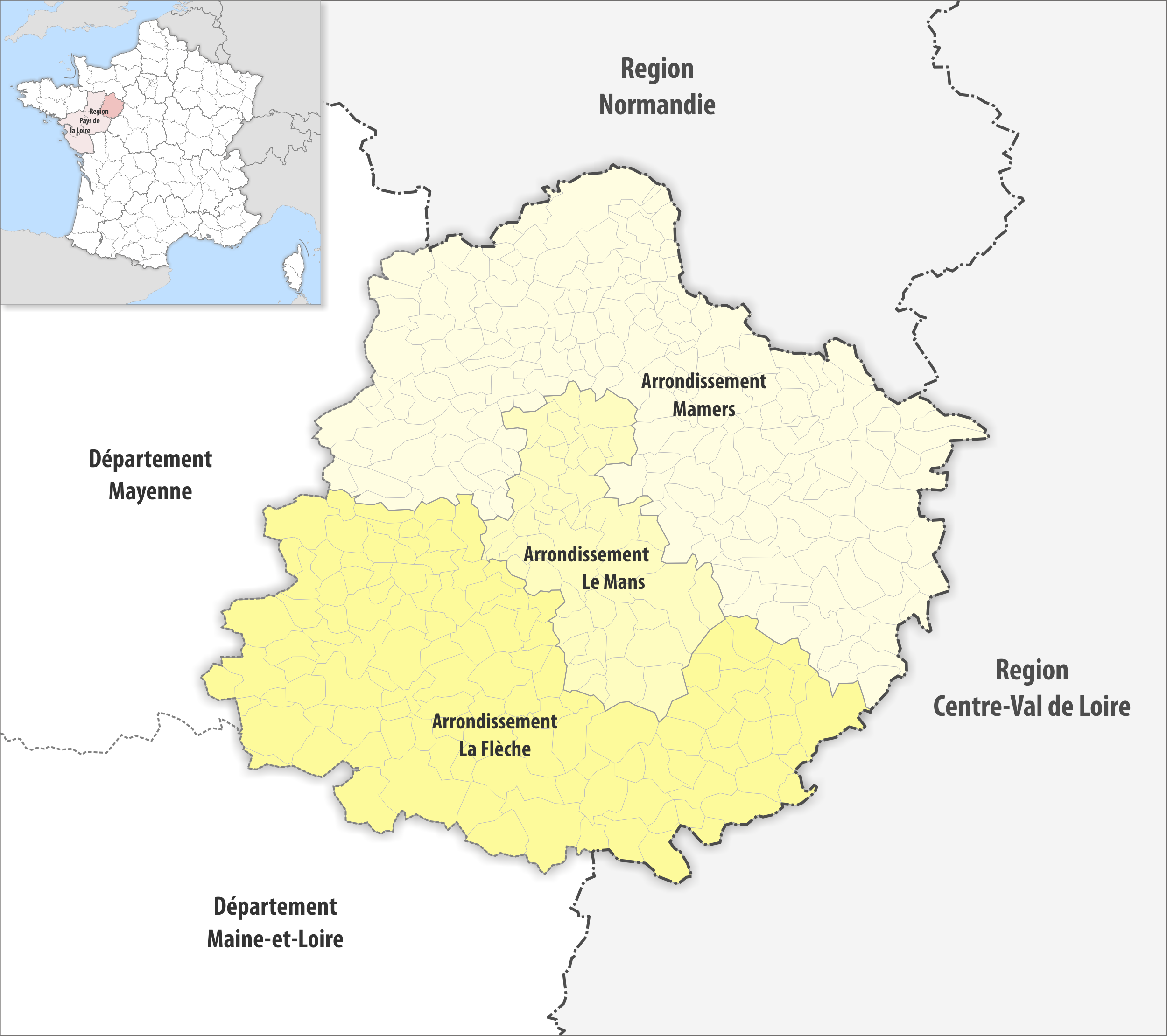
Les arrondissements de la Sarthe en 2019.

Le département de la Sarthe comprend trois arrondissements.

## Composition
| Nom                         | Code Insee | Superficie (km2) | Population (dernière pop. légale) | Densité (hab./km2) | Modifier             |
| --------------------------- | ---------- | ---------------- | --------------------------------- | ------------------ | -------------------- |
| Arrondissement de Mamers    | 722        | 2 904,90         | 149 436 (2022)                    | 51                 | modifier les données |
| Arrondissement de la Flèche | 721        | 2 521,40         | 148 675 (2022)                    | 59                 | modifier les données |
| Arrondissement du Mans      | 723        | 779,70           | 268 018 (2022)                    | 344                | modifier les données |
| Sarthe                      | 72         | 6 206,00         | 566 129 (2022)                    | 91                 | modifier les données |

## Histoire
- 1790 : création du département de la Sarthe avec neuf districts : Château-du-Loir, La Ferté-Bernard, La Flèche, Fresnay-le-Vicomte, Mamers, Le Mans, Sablé, Saint-Calais, Sillé-le-Guillaume
- 1800 : création des arrondissements : La Flèche, Mamers, Le Mans, Saint-Calais
- 1926 : suppression de l'arrondissement de Saint-Calais
- 2006 : redécoupage des arrondissements de la Sarthe[1]. L'arrondissement du Mans compte désormais 12 cantons (-11), l'arrondissement de Mamers compte 16 cantons (+6) et celui de La Flèche a 12 cantons (+5).